# تداخل (مخابرات)
در مخابرات، به سیگنالی که هم‌زمان و در باندِ فرکانسیِ سیگنالِ اصلی (درحال عبور از فرستنده به گیرنده) منتشرشده و باعث مزاحمت و وقفه در مخابرات شود، تداخل (یا سیگنال تداخلی) گفته می‌شود . تداخل، سیگنال دریافت‌شده در گیرنده را تغییر داده، و می‌تواند گیرنده را در دریافت سیگنال اصلی و استخراج اطلاعات آن با مشکل جدی روبرو کند. در واقع، سیگنال تداخلی با سیگنال اصلی جمع‌شده و وارد گیرنده مخابراتی می‌شود. تداخل می‌تواند عمدی (پارازیت) یا غیرعمدی (سیگنال فرستنده‌های دیگر) باشد.  
تداخل را نباید با نویز، یکی دانست. منشأ، اثر، و ویژگی‌های این دو لزوماً یکی نبوده، و در حالت کلی، هر دو می‌توانند مستقل از هم حاضر باشند. همان‌طور که نسبت سیگنال به نویز تعریف می‌شود، «نسبت سیگنال به تداخل» هم قابل تعریف است، به‌طوری‌که می‌توان در حالت کلی، «نسبت سیگنال به تداخل و نویز» را تعریف کرد.
با مدیریت منابع رادیویی می‌توان از بروز تداخل جلوگیری کرد، یا اثرات مخرب آن را کاهش داد.

## انواع تداخل
تداخل‌های گوناگون در مخابرات و الکترونیک عبارتند از:
- تداخل الکترومغناطیسی
- تداخل هم‌کانال (به انگلیسی: Co-channel interference) همچنین به هم‌شنوی شناخته می‌شود
- تداخل کانال مجاور
- تداخل میان‌نمادی
- تداخل میان‌حامل‌ها (به انگلیسی: Inter-carrier interference)
- تداخل مُد مشترک (به انگلیسی: Common mode interference)
- تداخل هدایت‌شده (به انگلیسی: Conducted interference)